# Chrysonilia sitophila
Chrysonilia sitophila är en svampart som först beskrevs av Jean François Montagne, och fick sitt nu gällande namn av Arx 1981. Chrysonilia sitophila ingår i släktet Chrysonilia och familjen Sordariaceae.   Inga underarter finns listade i Catalogue of Life.